# Хартленд-рок
Хартленд-рок (англ. Heartland rock — «рок срединной земли», «рок из глубинки») — жанр американского рока, характеризующийся прямолинейной музыкальной манерой, отражением в текстах песен повседневной жизни «простого среднего белого американца», в особенности представителей класса «синих воротничков», и убеждением, что рок-музыка имеет социальные цели, выходящие за рамки простого развлечения. Основанный на кантри и блюзе, так же как и американский фолк-рок 1960-х и южный рок 1970-х, хартленд-рок 1980-х отличается от своих предшественников временем действия, действующими лицами, а главным образом — своими идеями.

## История
Впервые термин «хартленд-рок» был применён в середине 1970-х для описания американских среднезападных групп стадионного рока, таких как Kansas, REO Speedwagon, Styx, однако позднее стал ассоциироваться с социальной формой рока, с непосредственным влиянием фолка, кантри и рок-н-ролла. Это был своеобразный среднезападный аналог калифорнийского кантри-рока и сатерн-рока, происходящего с Юга США. Наибольшее влияние на жанр оказали Creedence Clearwater Revival, Rolling Stones, Боб Дилан, The Byrds, Ван Моррисон, а также гаражный рок 1960-х. Широко известные и коммерчески успешные Брюс Спрингстин, Боб Сигер и Том Петти, наряду с менее популярными Southside Johnny and the Asbury Jukes и Joe Grushecky and the Houserockers, отчасти стали реакцией на постиндустриальный упадок в городах Востока и Среднего Запада Америки, заостряя своё внимание на вопросах социальной дезинтеграции и изоляции. Жанр достиг своего пика в середине 1980-х годов, когда альбом Born in the U.S.A. Брюса Спрингстина возглавил чарты по всему миру, наряду с появлением Джона Мелленкампа, Стива Эрла и более мягкозвучного Брюса Хорнсби. Последний оказал влияние на таких разноплановых исполнителей, как Билли Джоэл и Трэйси Чэпмен. В начале 1990-х жанр стал терять свои позиции, а исполнители обратились к более личным работам.

## Список исполнителей хартленд-рока
Предшественники:
- Группа Creedence Clearwater Revival и её лидер Джон Фогерти
- Группа The Band

Выдающиеся представители:
- Брюс Спрингстин
- Боб Сигер
- Джон Мелленкамп
- Том Петти

Менее известные представители:
- Стивен Ван Зандт
- Michael Stanley
- Donnie Iris
- Red Rider
- The Iron City Houserockers
- Joe Ely
- Стив Эрл
- James McMurtry
- John Cafferty
- The Bottle Rockets

Исполнители, которых иногда ассоциируют с хартленд-роком:
- Нил Янг
- Стив Миллер
- Robbie Dupree
- Джордж Торогуд
- Билли Джоэл
- Bon Jovi
- The Hold Steady
- Брайан Адамс
- Southside Johnny and the Asbury Jukes
- Los Lobos
- Джексон Браун
- The War On Drugs